# Paolo Mantegazza (rettore)
Paolo Mantegazza (Varese, 2 ottobre 1923 – Milano, 28 agosto 2015) è stato un farmacologo e partigiano italiano. 
Docente di Farmacologia a Napoli, professore straordinario a Siena e a Pavia, preside della Facoltà di Medicina dal 1974 al 1984 e poi rettore dell'Università degli Studi di Milano dal 1984 al 2001.
Durante il suo mandato furono approvati il nuovo statuto dell'ateneo e i principali regolamenti da esso previsti, dando attuazione all'autonomia dell'ateneo.

## Biografia
Partigiano durante la Seconda guerra mondiale, fece parte della 121ª Brigata Garibaldi "Walter Marcobi".
I suoi studi in campo medico furono indirizzati soprattutto alla farmacologia. Sviluppò l'uso chirurgico dei derivati dei curari sintetici, che modificò radicalmente l'utilizzo e i disciplinari delle pratiche anestesiologiche, rendendo possibile lo sviluppo di nuove tecniche chirurgiche.
Ebbe un intenso rapporto con gli ambienti della DC, del cattolicesimo milanese, di Comunione e Liberazione e della cultura e medicina cinese. Si occupò di storia delle università italiane e di rapporti coll'industria.
Dopo aver completato il suo mandato ha ricevuto il titolo onorifico di rettore emerito, unico nella storia dell'ateneo, e il suo prorettore vicario, Enrico Decleva, gli è succeduto nella carica di rettore dal 2001.

## Opere
- Michele O. Carruba, Paolo Mantegazza, Obesità : analisi e terapia, 1983.
- Rocco Buttiglione, Paolo Mantegazza, Dionigi Tettamanzi, L'illusione della buona morte : aspetti culturali, scientifici, etici del problema eutanasia, 1985.